# Lijst van voetbalinterlands België - Tsjechië (vrouwen)
Deze lijst van voetbalinterlands is een overzicht van alle officiële voetbalinterlands tussen de nationale vrouwenteams van België en Tsjechië. De landen hebben tot nu toe zes keer tegen elkaar gespeeld.

## Wedstrijden
| № | Plaats       | Datum            | Competitie              | Wedstrijd         | Uitslag |
| - | ------------ | ---------------- | ----------------------- | ----------------- | ------- |
| 1 | Písek        | 26 november 2009 | WK 2011 kwalificatie    | Tsjechië − België | 1 − 2   |
| 2 | Brussel      | 1 april 2010     | WK 2011 kwalificatie    | België − Tsjechië | 0 − 3   |
| 3 | Paralimni    | 4 maart 2015     | Cyprus Women's Cup 2015 | Tsjechië − België | 2 − 2   |
| 4 | Larnaca      | 28 februari 2018 | Cyprus Women's Cup 2018 | België − Tsjechië | 1 − 2   |
| 5 | Praag        | 31 mei 2024      | EK 2025 kwalificatie    | Tsjechië − België | 1 − 2   |
| 6 | Sint-Truiden | 4 juni 2024      | EK 2025 kwalificatie    | België − Tsjechië | 1 − 1   |

## Samenvatting
| Competitie         | Totaal gespeeld | Winst België | Gelijk | Winst Tsjechië | Doelsaldo België – Tsjechië |
| ------------------ | --------------- | ------------ | ------ | -------------- | --------------------------- |
| WK-kwalificatie    | 2               | 1            | 0      | 1              | 2 − 4                       |
| EK-kwalificatie    | 2               | 1            | 1      | 0              | 3 − 2                       |
| Cyprus Women's Cup | 2               | 0            | 1      | 1              | 3 − 4                       |
| Totaal             | 6               | 2            | 2      | 2              | 8 − 10                      |